# Девпраяґ
Девпраяґ (гінді देव प्रयाग, Devaprayāg, англ. Devprayag) — невелике місто в окрузі Паурі-Ґархвал індійського штату Уттаракханд. Місто є останнім з Панч-Праяґ — п'яти місць злиття річки Алакнанда — тут ця річка зливається з Бхаґіратхі, утворюючи річку Ганг. Місто є важливим центром паломництва індусів.
| Індія | Це незавершена стаття з географії Індії. Ви можете допомогти проєкту, виправивши або дописавши її. |